# Brian the Sun (Brian the Sunのアルバム)
『Brian the Sun』（ブライアン・ザ・サン）は、Brian the Sunのインディーズ2枚目のフルアルバム。2014年12月3日にSPACE SHOWER MUSICから発売された。

## 概要
前作『彼女はゼロフィリア』から約9ヶ月ぶり、フルアルバムとしては『NON SUGAR』以来、約1年半ぶりとなる。
バンド初期の楽曲「13月の夜明け」やリード曲「神曲」など、全11曲を収録。
アルバムタイトルはセルフタイトルとなっている。

## 収録曲
全作詞・作曲∶森良太
1. Intro [1:35]
2. 13月の夜明け [3:57]
  - 自主製作1stシングル「Canary」収録曲。
3. 神曲 [4:24]
4. 早鐘 [3:44]
5. Sepia [3:32]
6. タイムマシン [6:12]
7. チョコレートブラウニー [4:28]
8. パワーポップ [3:47]
9. 白い部屋 [5:19]
10. アブソリュートゼロ [6:38]
  - 映画『ハッピーランディング』主題歌
  - 今アルバムにはピアノ弾き語りver.が収録された(バンドver.は配信限定シングル「Absolute Zero」としてリリースされた)。
11. 忘却のすゝめ [5:18]